# British Hockey League
Die British Hockey League war zwischen 1982 und 1996 die höchste Spielklasse im Eishockey in Großbritannien. Als die Liga im Jahr 1982 eingeführt wurde, ersetzte sie die drei bis dahin bestehenden regionalen Ligen Inter-City League aus Süd-England, English League North aus Nord-England und Northern League aus Schottland. Die BHL hatte mit dem niederländischen Brauereiunternehmen Heineken einen Haupt- und Namenssponsor. Daher war die Liga auch als Heineken League bekannt. Als Medienpartner hatte die British Hockey League die Rundfunkanstalt BBC an ihrer Seite.
Während ihres Bestehens hat die BHL mehrmals den Spielmodus geändert. Die oberste Premier Division wurde 1983 gegründet. Drei Jahre später folgte die Division One als Spielklasse unterhalb der Premier Division. Diese wurde in den Saisons 1987/88 und 1993/94 in eine North Conference und eine South Conference aufgeteilt. Im Jahr 1987 wurde außerdem die zunächst drittklassige Division Two eingeführt, die sich allerdings bereits zur Saison 1988/89 in English Division One umbenannte und sich im Sommer 1992 ganz von der British Hockey League trennte. Als die British Hockey League im Jahr 1996 aufgelöst wurde, gründete sich als Nachfolger die Ice Hockey Superleague.

## Premier Division

### Teams
| - Ayr Raiders (1982–1992) - Basingstoke Beavers (1993–1996) - Billingham Bombers (1982–1987; 1990–1993) - Bracknell Bees (1991–1995) - Cardiff Devils (1989–1996) - Dundee Rockets (wurden Tayside Tigers) (1982–1989) - Durham Wasps (1982–1996) - Fife Flyers (1982–1991; 1992–1996) - Humberside Hawks (wurden Humberside Seahawks) (1991–1996) - Milton Keynes Kings (1994–1996) - Murrayfield Racers (wurden Edinburgh Racers) (1982–1995) | - Newcastle Warriors (1995–1996) - Nottingham Panthers (1982–1996) - Peterborough Pirates (1985–1986; 1987–1995) - Sheffield Steelers (1993–1996) - Slough Jets (1995–1996) - Solihull Barons (1986–1991) - Southampton Vikings (1984–1985) - Streatham Redskins (1982–1989) - Teesside Bombers (1993–1994) - Whitley Warriors (1982–1995) |

### Meister
| Saison  | Gewinner           | Zweitplatzierter    | Drittplatzierter     | Topscorer         | Topscorer |
| Saison  | Gewinner           | Zweitplatzierter    | Drittplatzierter     | Spieler           | Punkte    |
| ------- | ------------------ | ------------------- | -------------------- | ----------------- | --------- |
| 1983–84 | Dundee Rockets     | Durham Wasps        | Streatham Redskins   | Roy Halpin        | 175       |
| 1984–85 | Durham Wasps       | Fife Flyers         | Murrayfield Racers   | David Stoyanovich | 175       |
| 1985–86 | Durham Wasps       | Murrayfield Racers  | Ayr Bruins           | Tim Salmon        | 254       |
| 1986–87 | Murrayfield Racers | Dundee Rockets      | Nottingham Panthers  | Rick Fera         | 242       |
| 1987–88 | Murrayfield Racers | Whitley Warriors    | Fife Flyers          | Scott Morrison    | 224       |
| 1988–89 | Durham Wasps       | Murrayfield Racers  | Nottingham Panthers  | Rick Brebant      | 218       |
| 1989–90 | Cardiff Devils     | Murrayfield Racers  | Durham Wasps         | Steve Moria       | 175       |
| 1990–91 | Durham Wasps       | Cardiff Devils      | Peterborough Pirates | Rick Brebant      | 209       |
| 1991–92 | Durham Wasps       | Nottingham Panthers | Cardiff Devils       | Rick Brebant      | 160       |
| 1992–93 | Cardiff Devils     | Murrayfield Racers  | Nottingham Panthers  | Tony Hand         | 185       |
| 1993–94 | Cardiff Devils     | Sheffield Steelers  | Fife Flyers          | Tony Hand         | 222       |
| 1994–95 | Sheffield Steelers | Cardiff Devils      | Nottingham Panthers  | Tony Hand         | 207       |
| 1995–96 | Sheffield Steelers | Cardiff Devils      | Durham Wasps         | Tony Hand         | 135       |

## Division One

### Teams
| - Aviemore Blackhawks (1987–1988) - Ayr Raiders (1992–1993) - Basingstoke Beavers (1990–1993) - Billingham Bombers (wurden Teesside Bombers) (1987–1990; 1994–1996) - Blackburn Hawks (1993–1996) - Blackpool Seagulls (1986–1988) - Bournemouth Stags (1986–1987) - Bracknell Bees (1990–1991; 1995–1996) - Cardiff Devils (1987–1989) - Chelmsford Chieftans (1993–1996) - Deeside Dragons (1987–1989) - Dumfries Vikings (wurden Dumfries Border Vikings) (1993–1996) - Fife Flyers (1991–1992) - Glasgow Saints (1986–1989; 1990–1991) - Guildford Flames (1993–1996) - Humberside Seahawks (1989–1991) - Kirkcaldy Kestrels (1986–1987) - Lee Valley Lions (1986–1995) | - Manchester Storm (1995–1996) - Medway Bears (1986–1991; 1992–1996) - Milton Keynes Kings (1991–1994) - Murrayfield Royals (1995–1996) - Oxford City Stars (1986–1987; 1993–1994) - Paisley Pirates (1993–1996) - Peterborough Pirates (1995–1996) - Richmond Flyers (1986–1989) - Romford Raiders (1988–1989; 1990–1995) - Sheffield Steelers (1992–1993) - Slough Jets (1986–1995) - Solihull Barons (1993–1996) - Southampton Vikings (1986–1988) - Streatham Redskins (1989–1990; 1993–1994) - Sunderland Chiefs (bis 1989) - Swindon Wildcats (bis 1996) - Telford Tigers (bis 1996) - Trafford Metros (bis 1992; 1993–1995) |

### Meister
1986/87 Peterborough Pirates
1987/88 North Conference – Cleveland Bombers
1987/88 South Conference – Telford Tigers
1988/89 Cardiff Devils
1989/90 Slough Jets
1990/91 Humberside Seahawks
1991/92 Slough Jets
1992/93 Basingstoke Beavers
1993/94 North Conference – Milton Keynes Kings
1993/94 South Conference – Slough Jets
1994/95 Slough Jets
1995/96 Manchester Storm

## English Division One

### Meister
1987/88 Romford Raiders (noch in der Division Two)
1988/89 Humberside Seahawks
1989/90 Bracknell Bees
1990/91 Milton Keynes Kings
1991/92 Medway Bears